# Dysmicoccus neobrevipes
Dysmicoccus neobrevipes är en insektsart som beskrevs av John Wyman Beardsley 1959. 
Dysmicoccus neobrevipes ingår i släktet Dysmicoccus och familjen ullsköldlöss. Inga underarter finns listade i Catalogue of Life.